# Fortitudo Pallacanestro Bologna
La Fortitudo Pallacanestro Bologna és un club de bàsquet italià amb seu en la ciutat de Bolonya. El club es fundà el 1932 i històricament ha estat el segon club de basquetbol de la ciutat de Bolonya després de la Virtus Bologna, amb el qual manté una forta rivalitat. Disputa els seus partits al Paladozza, palau dels esports bolonyès amb capacitat per a 5.721 espectadors.

## Palmarès
- 2 Lliga italiana de bàsquet: 2000, 2005.
- 1 Copa italiana de bàsquet: 1998.
- 2 Supercopa italiana de bàsquet: 2000, 2005.
- A més ha estat un cop finalista de la Copa Korac (1977) i un de l'Eurolliga de bàsquet (2004).

## Jugadors històrics
- Gianluca Basile
- Carlton Myers
- Marcellus Starks
- Dallas Comegys
- Artis Gilmore
- Andrea Meneghin
- Gil McGregor
- Dan Gay
- Aleksandar Djordjevic
- Gregor Fucka
- Zoran Savic
- Milos Vujanic

## Entrenadors històrics
- Beppe Lamberti
- Dido Guerrieri
- Alberto Bucci
- Aza Nikolic
- John McMillen
- Mauro Digues Vincenzo
- Dodo Rusconi
- Rudy D'Amico
- Andrea Sassoli
- Stefano Pillastrini
- Lli Bruni
- Marco Calamai
- Dario Bellandi
- Sergio Scariolo
- Valerio Bianchini
- Peter Skansi
- Charly Recalcati
- Matteo Boniciolli
- Jasmin Repesa

## Patrocinadors
Com sol succeir amb la majoria de clubs de bàsquet, la Fortitudo ha estat coneguda sovint pels noms dels seus patrocinadors. Al llarg de la història el club ha estat conegut per les següents denominacions:
- Cassera: 1966-1968
- Eldorado: 1968-1971
- Alco: 1971-1978
- Mercury: 1978-1980
- I&B: 1980-1981
- Lattesole: 1981-1983
- Yoga: 1983-1988
- Arimo: 1988-1990
- Aprimatic: 1990-1991
- Mangiaebevi: 1991-1993
- Fortitudo: 1993
- Filodoro: 1993-1995
- Teamsystem: 1995-1999
- Paf: 1999-2001
- Skipper: 2001-2004
- Climamio: 2004-2007
- Upim: des de 2007